# 黒瀬ダム (東広島市)
黒瀬ダム（くろせダム）は、広島県東広島市黒瀬町宗近柳国にあるダム。

## 概要
黒瀬川の支流で、黒瀬地区を流れるガガラ川にある。農業用貯水池として県内で7番目の規模をもち、渇水期に補助用水として利用される。

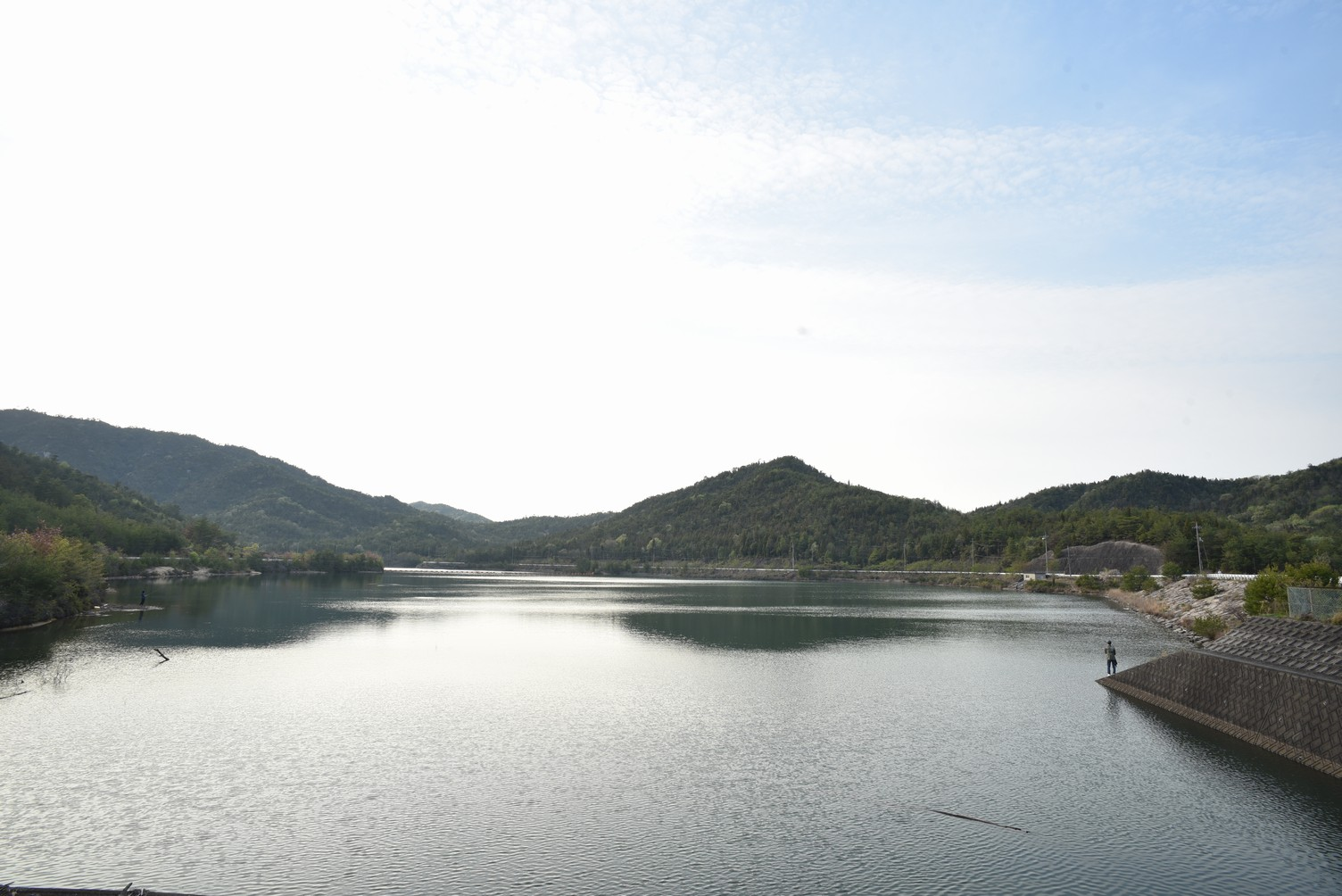
湖面の状況。右側がダム本体。

## 観光
周囲は約2㎞で、歩けるように整備されているため、ウォーキングに適している。湖畔には桜が植わっており、春には約500本もの桜が咲く。ほかにも、バスフィッシングなどレジャースポットとして親しまれている。

## 交通
- JRバス中国「上黒瀬」バス停より徒歩20分